# Juri Michailowitsch Radonjak
Juri Michailowitsch Radonjak (russisch Юрий Михайлович Радоняк, auch Yuri Mikhaylovich Radonyak transkribiert; * 8. Oktober 1935 in Grosny, Tschetscheno-Inguschische Autonome Oblast; † 28. März 2013) war ein sowjetischer Boxer im Weltergewicht.
Der 1,67 m große Radonjak trainierte beim ZSKA Moskau, wurde 1958 Sowjetischer Vizemeister und gewann die 11. Militärweltmeisterschaften desselben Jahres in Lissabon. 1960 gewann er schließlich auch die Sowjetische Meisterschaft und nahm im selben Jahr an den 17. Olympischen Spielen in Rom teil. Dabei besiegte er Bruno Guse aus Deutschland, Joseph Lartey aus Ghana, Andrés Navarro aus Spanien und Leszek Drogosz aus Polen, ehe er erst im Finale gegen Nino Benvenuti aus Italien unterlag.
1962 beendete er seine Karriere mit 197 Siegen in 226 Kämpfen. Von 1962 bis 1973 arbeitete er als Boxtrainer für den ZSKA Moskau und war anschließend bis 1976, Cheftrainer der Boxnationalmannschaft der Sowjetunion. Unter seiner Trainerschaft gewannen sowjetische Boxer zweimal Gold und zweimal Silber bei den Weltmeisterschaften 1974 sowie zehnmal Gold und viermal Silber bei den Europameisterschaften 1973 und 1975. Zudem managte er die sowjetischen Boxolympiateams bei den Olympischen Spielen 1972 in München und 1976 in Montreal. Dabei gewannen die Sowjets zweimal Gold, einmal Silber und viermal Bronze. Für seine Leistungen wurde er unter anderem 1997 mit dem Orden Verdienter Meister des Sports ausgezeichnet.
Juri Radonjak starb nach langer schwerer Krankheit 2013 im Alter von 77 Jahren.